# David Fernando Lemos
David Fernando Lemos Cortés (Orito, Putumayo, Colombia; 9 de noviembre de 1995) es un futbolista colombiano. Se desempeña de extremo y delantero, y actualmente se encuentra sin equipo.

## Trayectoria

### Once Caldas
David Fernando Lemos brilló con el Once Caldas A en la edición XXV de la Copa La Patria Juan Augusto Jaramillo, que terminó con el sexto título para el blanco en la historia de la competencia. 
El juvenil hizo 26 anotaciones en 15 partidos y su mejor tarde la tuvo ante Memo Soccer Quality cuando se despachó con siete tantos. “Es una máquina”, insiste su técnico Francisco Tito Cortés. “Esto significa mucho por la manera de ganar el campeonato. Me da una buena salida para llegar al equipo profesional. Dios quiera siga por esta ruta para ganarme un espacio”, dice Lemos.
Debuta como profesional el 3 de marzo de 2016 en la victoria 3 por 1 como visitantes contra Rionegro Águilas por la Copa Colombia 2016. El 29 de mayo debuta en la Categoría Primera A en la derrota 2-0 en casa de Independiente Santa Fe.

Su primer gol lo marca el 7 de abril dándole la victoria por la mínima a su club en casa de Itagüí Leones. El 10 de mayo marca su primer doblete en su carrera en la victoria 2 a 1 a domicilio frente a Barranquilla FC por la Copa Colombia 2018. El 27 de julio marca el gol de la victoria 2 a 1 sobre el Atlético Bucaramanga, el 12 de agosto marca su primer doblete en la Categoría Primera A en el 3 a 1 sobre Envigado FC. El 2 de septiembre marca al último minuto el empate a dos goles frente al Independiente Medellín en el Atanasio Girardot manteniendo el invicto, vuelve y marca doblete en la siguiente fecha para la victoria 3 por 1 sobre el Deportivo Cali. El 16 de septiembre marca el gol de la victoria por la mínima de tiro penal sobre el Atlético Junior.

## Estadísticas
| Club                   | Div                 | Temporada           | Liga  | Liga  | Liga  | Copa Nacional | Copa Nacional | Copa Nacional | Torneo Internacional | Torneo Internacional | Torneo Internacional | Total | Total | Total | Prom. · |
| Club                   | Div                 | Temporada           | Part. | Goles | Asis. | Part.         | Goles         | Asis.         | Part.                | Goles                | Asis.                | Part. | Goles | Asis. | Prom. · |
| ---------------------- | ------------------- | ------------------- | ----- | ----- | ----- | ------------- | ------------- | ------------- | -------------------- | -------------------- | -------------------- | ----- | ----- | ----- | ------- |
| Once Caldas · Colombia | 1ª                  | 2016                | 4     | 0     | 0     | 1             | 0             | 0             | -                    | -                    | -                    | 5     | 0     | 0     | 0,0     |
| Once Caldas · Colombia | 1ª                  | 2018                | 14    | 9     | 1     | 7             | 3             | 0             | -                    | -                    | -                    | 21    | 12    | 1     | 0,51    |
| Once Caldas · Colombia | 1ª                  | 2019                | 14    | 3     | 1     | 3             | 1             | 1             | 0                    | 0                    | 0                    | 17    | 4     | 2     | 0,40    |
| Once Caldas · Colombia | 1ª                  | 2020                | 2     | 0     | 0     | 0             | 0             | 0             | -                    | -                    | -                    | 2     | 0     | 0     | 0,0     |
| Once Caldas · Colombia | Total               | Total               | 34    | 12    | 2     | 11            | 4             | 1             | 0                    | 0                    | 0                    | 45    | 16    | 3     | 0,35    |
| Total en su carrera    | Total en su carrera | Total en su carrera | 34    | 12    | 2     | 11            | 4             | 1             | 0                    | 0                    | 0                    | 45    | 16    | 3     | 0,35    |